# دودمان بناپارت
دودمان بناپارت (فرانسوی: Maison Bonaparte‎) دودمانی بود که پس از انقلاب فرانسه و در سال ۱۸۰۴ توسط ناپلئون بناپارت تأسیس شد و با این امر جمهوری اول فرانسه به امپراتوری اول فرانسه مبدل گشت. این دودمان پس از اسارت و تبعید ناپلئون سوم در جریان جنگ پروس و فرانسه در سال ۱۸۷۱ برای همیشه از سلطنت خلع شد.

## ناپلئون بناپارت
ناپلئون در جزیره کرس متولد شد و به عنوان افسر توپخانه تعلیم دید. در وقایع بعد از انقلاب کبیر فرانسه به تدریج رشد کرد و در جنگ‌های مختلف فرماندهی نیروهای فرانسوی را برعهده داشت. در سال ۱۷۹۹، ناپلئون طی کودتای ۱۸ برومر خود را به عنوان کنسول اول منصوب کرد و عملاً قدرتمندترین فرد فرانسه شد تا آن که پنج سال بعد به مقام امپراتوری فرانسه رسید. وی در اولین دههٔ قرن ۱۹ ارتش فرانسه را علیه اکثر قدرت‌های اروپایی هدایت کرد و پس از رشته‌ای از پیروزی‌ها موقعیت فرانسه را به عنوان یکی از قدرت‌های غالب قاره اروپا تثبیت کرد. در این دوره حوزه نفوذ فرانسه از طریق اتحادهای متعدد با سایر کشورها و انتصاب دوستان و اعضای خانواده ناپلئون به رهبری دیگر کشورهای تصرف شده توسط فرانسه، گسترش یافت.
تاکتیک‌های او باعث پیروزی‌های بسیاری برای ارتش فرانسه در برابر ارتش‌هایی شد که حتی در بعضی موارد از لحاظ تعداد بر ارتش فرانسه برتری داشتند. به همین دلیل وی به عنوان یکی از فرماندهان نظامی تاریخ شناخته شده‌است.

## نگارخانه